# Pitagorião
O Pitagorião (em grego: Πυθαγόρειο) foi um antigo porto fortificado com monumentos gregos e romanos e um túnel espetacular, o Túnel de Eupalinos ou Aqueduto de Eupalinos, porém hoje encontra-se em ruínas.
Junto com o Heraião foram incluídos como Patrimônio Mundial da UNESCO em 1992.